# 狭叶爪哇假糙苏
狭叶爪哇假糙苏（学名：Paraphlomis javanica var. angustifolia）为唇形科假糙苏属下的一个变种。

## 扩展阅读
- 維基物種上的相關：狭叶爪哇假糙苏